# Låga skärgården
Låga skärgården är öar i Åland (Finland). De ligger i Skärgårdshavet och i kommunen Saltvik i landskapet Åland, i den sydvästra delen av landet. Öarna ligger omkring 47 kilometer norr om Mariehamn och omkring 260 kilometer väster om Helsingfors.

## Öar
I Låga skärgården ingår bland annat:

- Börsklobbhällarna, skär i Saltvik, 60°29′29″N 20°17′30″Ö / 60.4915°N 20.2916°Ö (1 ha)
- Viborgsgrund, ö i Saltvik, 60°29′15″N 20°16′48″Ö / 60.4874°N 20.28°Ö (4 ha)
- Västerklobben, skär i Saltvik, 60°29′13″N 20°16′00″Ö / 60.4869°N 20.2667°Ö (4 ha)
- Sundskär, ö i Saltvik, 60°28′49″N 20°16′42″Ö / 60.4804°N 20.2783°Ö (10 ha)
- Stora skäret, ö i Saltvik, 60°28′48″N 20°17′54″Ö / 60.48°N 20.2982°Ö (9 ha)
- Östra hällen, skär i Saltvik, 60°28′55″N 20°18′46″Ö / 60.4819°N 20.3129°Ö (1 ha)
- Hamnklobben, skär i Saltvik, 60°28′30″N 20°17′12″Ö / 60.4751°N 20.2867°Ö (3 ha)
- Södra klobben, skär i Saltvik, 60°28′31″N 20°18′00″Ö / 60.4752°N 20.3°Ö (3 ha)